# Stuart Metcalfe
Stuart Metcalfe (* 16. Januar 1973) ist ein australischer Badmintonspieler.

## Karriere
Metcalfe nahm im Jahr 1994 an den Commonwealth Games teil, wo er mit dem australischen Team Bronze gewinnen konnte. Im Herreneinzel schied er dagegen in der ersten Runde aus. 1995 startete er bei den Badminton-Weltmeisterschaften. Bei den Australian Open wurde er 1993 und 1994 Dritter im Einzel.